# Rynholec
Rynholec är en ort i Tjeckien.   Den ligger i regionen Mellersta Böhmen, i den centrala delen av landet, 40 km väster om huvudstaden Prag. Rynholec ligger 465 meter över havet och antalet invånare är 728.
Terrängen runt Rynholec är huvudsakligen platt. Rynholec ligger uppe på en höjd.Runt Rynholec är det ganska glesbefolkat, med 27 invånare per kvadratkilometer. Närmaste större samhälle är Kladno, 12,9 km öster om Rynholec. I omgivningarna runt Rynholec växer i huvudsak blandskog.